# Nerčinsko-Zavodskij rajon
Il Nerčinsko-Zavodskij rajon (in russo Нерчинско-Заводский район?) è un municipal'nyj rajon del Territorio della Transbajkalia, nell'Estremo Oriente russo. Istituito il 4 gennaio 1926, ricopre una superficie di 9 032,03 chilometri quadrati e ha una popolazione di 7 436 abitanti; il centro amministrativo è il villaggio di Nerčinskij Zavod. Il rajon è suddiviso in 14 comuni rurali. 
Il territorio occupa il lato sinistro della valle del fiume Argun' che segna il confine del distretto con la Cina.